# Grecia ai Giochi della IV Olimpiade
La Grecia partecipò ai Giochi della IV Olimpiade che si sono svolti a Londra dal 25 agosto all'11 settembre 1908, con una delegazione di 20 atleti impegnati in tre discipline.